# Anders Kilström
Anders Johan Kilström, född 14 oktober 1961, är en svensk pianist och professor vid Kungliga Musikhögskolan. Han är uppvuxen i Gävle.
Kilström studerade vid Kungl. Musikhögskolan för Gunnar Hallhagen 1980-86 och debuterade som pianist 1986. Under 1988 studerade han vid Banff Centre, Kanada. Han har en bred repertoar och har givit konserter på många håll i Europa, Nordamerika, Asien och Australien/Nya Zeeland. Han är medlem av KammarensembleN sedan 1989 och medverkar i olika kammarmusikprojekt. Han har givit ut flera cd-skivor på Caprice, Daphne, Nytorp Musik, Sterling och Musica Sveciae.
Kilström är professor i piano vid Kungl. Musikhögskolan och är verksam även vid Mälardalens högskola.